# Heyne Verlag
Heyne Verlag (anterior Wilhelm Heyne Verlag) este o editură germană cu sediul la München, care a fost fondată la Dresda în 1934 și a fost vândută concernului Axel Springer în anul 2000. În 2004 a devenit parte a grupului Random House. Heyne era una dintre cele mai mari edituri din Germania în 1999.

## Istoric

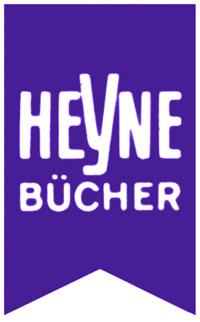
Logo-ul până în 2003

### Perioada Wilhelm Heyne: 1934-1960
Wilhelm Heyne a fondat editura, căreia i-a dat propriul nume, pe 15 februarie 1934 la Dresda. Primii autori publicați au fost Reinhold Conrad Muschler (Die Unbekannte), Werner Bergengruen (Die drei Falken), Ernst Moritz Mungenast (Cristoph Gadar) și Arthur-Heinz Lehmann (Rauhbautz will auch leben!), precum și scriitoarea americană Gwen Bristow cu Tiefer Süden. În 1940, Franz Schneekluth, care devenise director al editurii în 1935, a dobândit un pachet minoritar de acțiuni în cadrul companiei Wilhelm Heyne Verlag. În timpul raidurilor aeriene asupra Dresdei clădirea editurii de pe Reichsstraße a fost complet distrusă.
După război, activitățile editurii au fost reluate în anul 1948 la München, iar Wilhelm Heyne mai deținea doar 40% din acțiuni.

### Perioada Rolf Heyne: 1960-2000
În 1951, Rolf Heyne s-a alăturat companiei Wilhelm Heyne Verlag, preluând conducerea la începutul anilor 1960. Sub conducerea sa a început editarea de cărți cu copertă broșată. Programul a fost extins în 1966 cu cărțile lui Georges Simenon, ale căror drepturi de editare au fost achiziționate de Wilhelm Heyne Verlag de la Kiepenheuer & Witsch. În plus, au fost preluate și cărțile cu coperți broșate de la Kindler Verlag. Anii 1950 și 1960 au fost caracterizați, de asemenea, prin introducerea mai multor colecții pe lângă programul obișnuit (General Series). Acestea au inclus Heyne Paperbacks pentru operele literare universale, Heyne Science-Fiction și Heyne Trade. Aceasta din urmă a început cu cartea „Profiles in Courage” de John F. Kennedy, pentru care autorul a primit Premiul Pulitzer. În 1970 editura Moewig Verlag, pe care familia Heyne o cumpărase înaintea celui de-al Doilea Război Mondial, a fost vândută către Bauer Media Group.
În 1974 Wilhelm Heyne Verlag a început să coopereze cu grupul editorial Bertelsmann, cu intenția de a acoperi mai bine piața pentru cărțile cu coperți broșate. În același timp, Heyne trebuia să dobândească un acces mai ușor la tineret. Editura a lucrat, de asemenea, cu Hestia Verlag din Bayreuth. La sfârșitul anilor 1970 au fost achiziționate mai multe drepturi de editare de la editorul Fritz Molden, fiind extins astfel programul Heyne.
La acel moment, cărțile cu coperți broșate editate de Heyne aveau un tiraj total de peste 100 de milioane de exemplare. Seria Karl May a început cu Winnetou I în 1976, ca și alte programe specializate precum Heyne Geschichte și Heyne Lyrik.
În 1982 Wilhelm Heyne Verlag a fost transformată în cele din urmă într-o societate de tip GmbH & Co. KG, sub conducerea lui Hans-Joachim Brede și Friedhelm Koch. Rolf Heyne era un partener cu puteri reduse cu o contribuție de opt milioane de mărci. La începutul anilor 1990, editura a cumpărat pachetul majoritar de la Zabert Sandmann și a colaborat cu editurile Haffmans și Beltz-Quadriga. Până la sfârșitul anului 1993, Heyne Verlag a publicat un total de 16.000 de titluri într-un tiraj de 500 de milioane de exemplare.

### Axel Springer și Random House
La sfârșitul anilor 1990, mass-media a raportat despre interesele câtorva edituri mari care doreai să preia Wilhelm Heyne, inclusiv Bertelsmann și grupul editorial Holtzbrinck. Potrivit rapoartelor mass-media, Bertelsmann avea cele mai mari șanse, dar Axel Springer a devenit favorit în decembrie 2000. Rolf Heyne urma să se alăture consiliului de supraveghere al noului grup editorial Heyne Ullstein, dar a murit la scurt timp după achiziție.
În februarie 2003, grupul editorial Random House a vrut să preia de la Axel Springer editurile care făceau parte din grupul Ullstein Heyne. Cu toate acestea, Biroul Federal Anticartel nu a aprobat achiziția, deoarece ar fi adus grupului o poziție dominantă pe piața de carte din Germania. Achiziția a fost limitată la Wilhelm Heyne Verlag, în timp ce restul editurilor inclusiv departamentul editorial Heyne de esoterism și fantezie au fost vândute grupului suedez Bonnier. Editurile de ghiduri și audiobook-uri au fost incluse în tranzacție, cu care Biroul Federal Anticartel a fost în cele din urmă de acord în luna noiembrie a acelui an. Wilhelm Heyne a fost fuzionat cu Random House în timpul preluării. De atunci, Heyne Verlag face parte din grupul editorial Random House, dar este tratată ca o editură separată în librării.

## Program editorial
Anterior, Heyne Verlag și-a organizat programul în așa-numite colecții, existând mai mult de 50 de bucăți. Subiectul unei serii era format fie de anumite teme (de exemplu, Heyne Film Library), fie de anumite evenimente (de exemplu, Heyne Jubilee Series din anul 1993). În 2014, toate operele disponibile au fost împărțite în următoarele categorii: Suspans, Divertisment pentru femei, Istorie, Tineret, Fantasy & Science Fiction, Hardcover, Non-ficțiune și ghiduri. Heyne a publicat atât cărți cu copertă cartonată, cât și cărți cu copertă broșată, inclusiv autori precum Nicholas Sparks, Robert Harris, Amelie Fried, Sabine Thiesler, John Grisham și Stephen King.